# الخویمات
الخویمات (به عربی: الخویمات) یک منطقهٔ مسکونی در لیبی است که در برقه واقع شده‌است.